# Liste chronologique des œuvres de Boris Vian

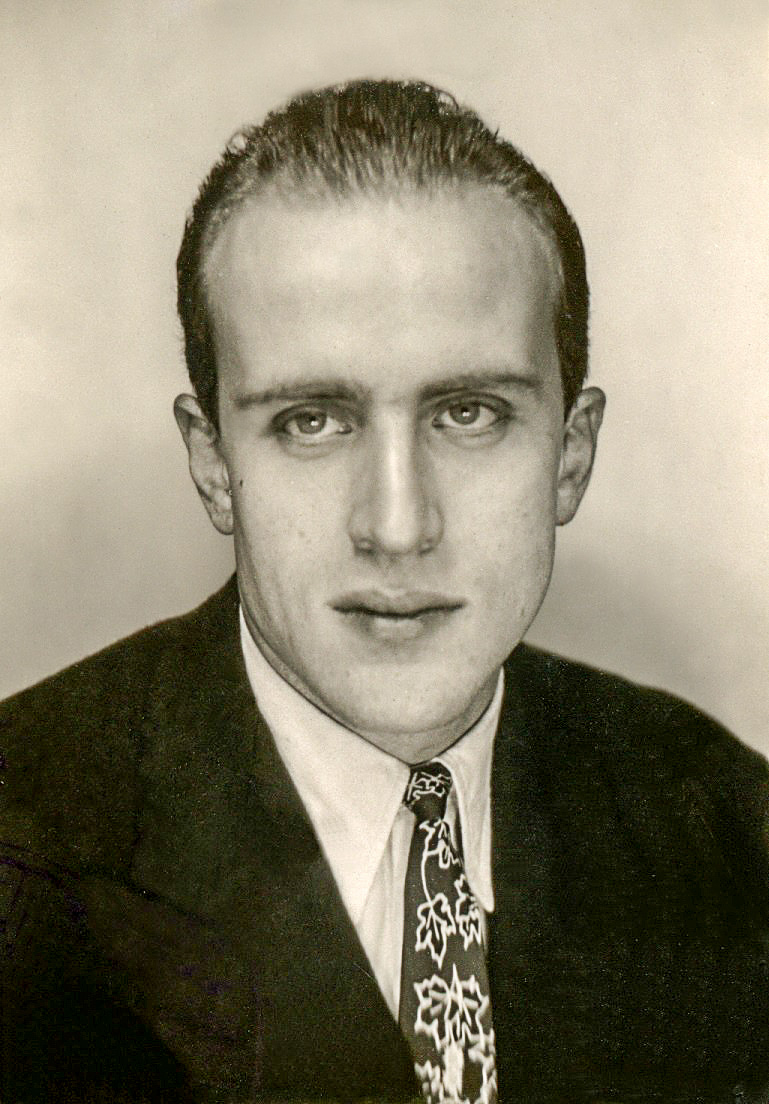
Boris Vian en 1950, photographie attachée à son permis de conduire international. Archives de la Cohérie Boris Vian

Cette liste rassemble année par année, et dans la même année, tous les genres d'œuvres littéraires, musicales, critiques, journalistiques, radiophoniques, théâtrales ou cinématographiques produites par Boris Vian. Elle est tout naturellement incomplète puisqu'on continue à découvrir des choses ignorées. Elle est en grande partie issue de la liste établie par Noël Arnaud dans la dernière édition de Les Vies parallèles de Boris Vian. p. 483 à 509

## 1940
- Cent sonnets, recueil de poèmes dont l'écriture se poursuit jusqu'en 1944
- Livre d'or de Doublezon (alias Boris Vian)[1], ouvrage de pseudo bibliophilie rédigé par Vian et Alfredo Jabès, juif d'origine italienne qui va expliquer à Boris la situation de juifs face aux nazis[2]. En justification du livre, on lit : « il a été tiré de cet ouvrage 10 000 exemplaires sur vergé Lafumellé et 30 exemplaires sur baudruche Olla, ainsi que 1 exemplaire numéroté de zéro à 1, non mis dans le commerce[1]. »

## 1941 Scénarios

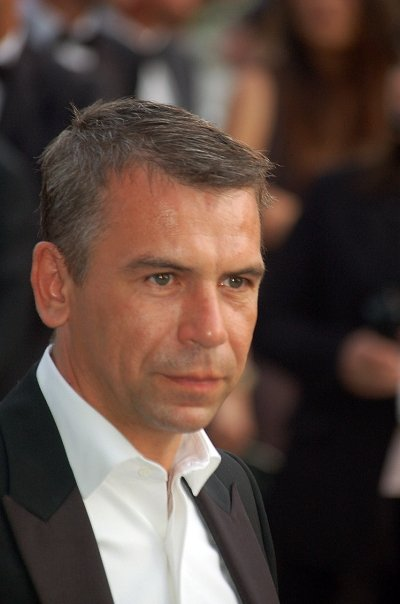
Philippe Torreton en 2007, alias Jean-Sol Partre en 2013.

Les scénarios de films  de Boris n'ont jamais trouvé preneur du vivant de l'auteur. En revanche en 2013, ils ont été adaptés en courts métrages par des inconditionnels de Vian dont Philippe Torreton fait partie. Philippe Torreton, qui tient le rôle de Jean-Sol Partre dans L'Écume des jours (film, 2013) de Michel Gondry, a parrainé une série de courts-métragesdont le choix a été fait par des internautes en avril 2013.
Les scénarios ont été également publiés en ouvrage de librairie dès 1989 aux éditions Christian Bourgois, puis en collection 10/18 en 1992, puis dans la collection Le Livre de poche en 1998.
En 1941, Boris Vian en a écrit cinq : 
- Rencontres,
- Le Devin,
- La photo envoyée,
- La Semeuse d'amour,
- La Confession du méchant Monsieur X. (également intitulé Un Homme comme les autres).

D'autres scénarios vont venir alimenter la collection au cours des années. On en retrouve  presque chaque année.

## 1942 Début de roman et scénarios
L'écriture de Trouble dans les andains commence pendant l'hiver 1942-1943, rendu selon la date manuscrite en mai 1943. Il a été édité après la mort de Boris par Les Éditions de la Jeune Parque en juin 1966, réédité en 10/18 en 1970, aux éditions André Sauret en 1981, et dans Le Livre de poche en 1997.
Les écrits de Boris, cette année-là, sont surtout des scénarios : Trop sérieux s'abstenir, Le Vélo-taxi, Notre terre ici-bas. Il produit aussi un conte : Conte de fées à l'usage des moyennes personnes, illustré de ses croquis et de dessins de Alfredo Jabès alias Bimbo. Le conte publié dans Obliques en 1976 a été édité en 1997 chez Jean-Jacques Pauvert

## 1943 Manifeste du CO-CU
Sur lequel on n'a aucune information, excepté celle donnée par la conférence de Albert Labbouz qui révèle dans la liste des pseudonymes de Boris Vian, que le texte était signé du pseudonyme « Aimé Damour, Nous avons été trompés ! le Manifeste du Cocu (Comité d'organisation des consommateurs et usagers). »

## 1944 Poèmes, scenario, injures
poèmes
Un seul major, un sol majeur, recueil de poèmes écrits en l'honneur de son ami très cher Jacques Loustalot, surnommé "le Major", qui  se tuera le 6 janvier 1948 en passant par une fenêtre lors d'une surprise-partie. On ne sait pas s'il agit d'un accident ou d'un suicide. Deux de ces poèmes figurent dans Vercoquin et le Plancton, le plus ancien date de 1944, le plus récent de 1945. Tous les textes sont signés Bison Ravi « par le chantre spécial du major . » 
Le premier texte de Boris Vian publié dans la presse est un poème paru en 1944 dans Jazz Hot (bulletin), intitulé Référendum en forme de ballade signé Bison Ravi. Il est paru avec Cent sonnets dans Le Livre de poche.
scénario
Histoire naturelle ou le marché noir ce scenario suit le même cheminement de publication que les précédents et se retrouve en 1998 dans la collection Le Livre de poche. Il s'agit encore d'une publication posthume
injures
Projet de norme française : gammes d'injures normalisées pour français moyen publié dans le dossier 16 du collège de  'Pataphysique en 1961, dans le livre de poche en 1981, et dont la FSU (Fédérations syndicale unitaire) fournit un fac-similé présenté ainsi « Du 17 avril 1943, jusqu'à sa démission le 15 février 1946, l'AFNOR a employé un certain Boris Vian. Il a proposé, en mars 1944, un projet de norme française « d'injures normalisées pour français moyen » dont nous fournissons le fac-similé au verso. Cette norme n'a jamais été adoptée . » Il donne la méthodologie, mais pas une liste d'injures. Il s'agit en fait d'une mystification et d'une classification publiée dans Les Vies parallèles de Boris Vian, faite selon les modèles en usage à L'AFNOR.

## 1945 nouvelles, articles de presse

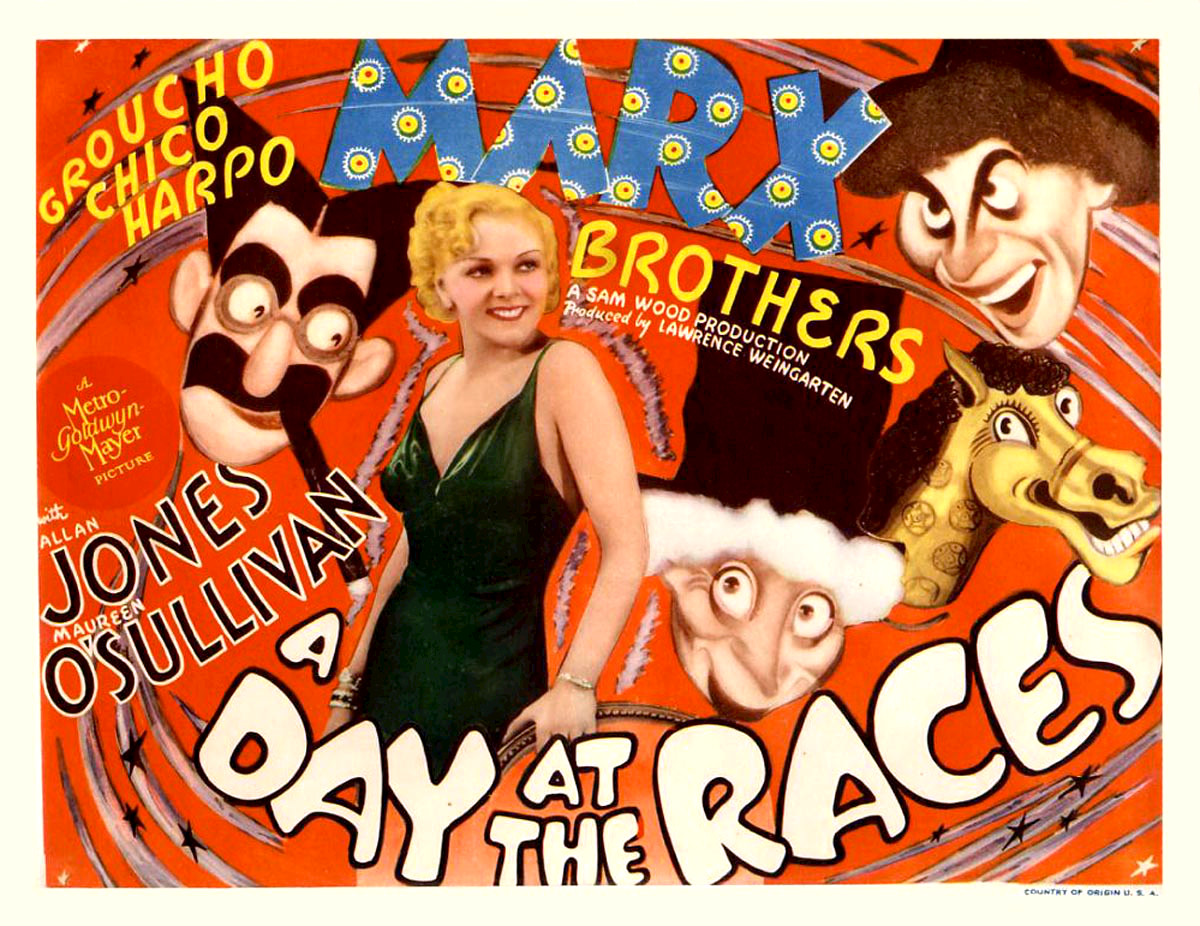
A Day at the races, film où Vian a puisé un de ses pseudonymes

Martin m'a téléphoné à cinq heures, nouvelle écrite  le 25 octobre 1945, publiée en 1970 et 1973 avec douze autres nouvelles dans le recueil Le Loup-garou aux éditions Christian Bourgois. Dernière édition Bourgois : 1993, repris dans le Livre de Poche sous le titre Le Loup-garou et autres nouvelles.
Sous le pseudonyme de Hugo Hachebuisson, adaptation du nom d'un personnage de Groucho Marx le docteur Hugo Z Hackenbush vu dans le film Un jour aux courses, 1937, il signe deux articles de presse. L'un dans le no 4 du bimensuel Les amis des Arts du 12 mars 1945 est intitulé Les Pères de Ubu-roi. C'était une réponse à Charles Chassé. Chassé prétendait dans son livre Sous le masque d'Alfred Jarry, les sources d'Ubu-Roi (1922) que Alfred Jarry, - dont Boris était un inconditionnel -, n'était pas le véritable inventeur d'Ubu roi. Le texte est reproduit dans Le Livre de poche dans un recueil de nouvelles La Belle époque, avec un autre article écrit cette même année : L'Étagère à livre, publié dans le même bimensuel no 5 du 1er avril.

## 1946 Le jazz, Bison Ravi et Vernon Sullivan
Cette année là commence sous le signe du jazz avec de nombreux articles publiés dans Jazz Hot dont il devient un collaborateur régulier à partir du no 5 de mars. Dans le numéro 11 de décembre il publie un entretien un peu fou avec Frank Ténot. Ses textes sont réunis dans l'ouvrage Écrits sur le jazz préfacé par Claude Rameil. Dans le no 8 de juillet-août, Boris fait un savoureux portrait d'Alix Combelle : « Il voulut d'abord être ingénieur. Mais, avec un père chef d'orchestre, allez donc rester insensible à la séduisante perfidie des anches vibrantes et ds accords septièmes diminués ou non. » Claude Rameil souligne qu'il est nécessaire de rappeler que la collaboration de Boris Vian à Jazz Hot fut toujours entièrement bénévole, qu'elle s'est poursuivi de mars 1946 à juillet 1958 sous plusieurs formes : articles, revue de presse, critique de disques, traductions.
Le 25 décembre, Don Redman se produit à la salle Pleyel. Boris publie Opéra, le 25 décembre 1946 :

« Don Redman est un peu devin, voire météorologue, et son cœur généreux lui a dicté sa conduite : ils sont venus nous réchauffer. Ils n'y ont pas manqué, je pense en particulier à Peanuts Holland et à ce blues si joyeusement poignant qu'il chantait en première partie. »

« (…) Je n'ai pas parlé assez de Don Redman lui-même, du tout minuscule Don Redman, mais Don Redman n'a joué ni chanté assez non plus; et pourtant il a une voix sarcastique et il touche l'alto comme Don Redman lui-même. »
Boris publie aussi des articles sur le jazz dans Combat, notamment dès septembre 1946 un article intitulé : « Le français Charles Delaunay est célèbre dans le monde entier pour avoir fait l'inventaire de tous les disques de jazz enregistrés à ce jour »
J'irai cracher sur vos tombes qui a été terminé la première quinzaine d'août 1946, paraît aux Éditions du Scorpion le 20 novembre avec des illustrations de Jean Boullet. Boris n'attendait pas la gloire de son roman le plus connu. En discutant avec un homme de lettres - un éditeur ou quelque autre de la catégorie de ceux qui observent ou publient les oeuvres d'écrivains - celui-ci lui demanda, "Pour un tel résultat, il faut un best-seller. Comment faire  ?" Boris lui dit simplement, "Un best-seller, on le fabrique." Avec, entre autres circonstances favorables à la vente, l'affaire d'un meurtrier qui laissa à côté de sa victime le roman, ouvert à un passage des plus sinistres, le succès du roman fut assuré et, une des meilleures ventes de la maison d'édition, tandis que Boris avait démontré sa connaissance des rouages commerciaux de la littérature.

En février 1947, il écrit : 

« Je vais être sincère, une fois n'est pas coutume. Voilà : Je serai content quand on dira, Au téléphone- s'il y en a-t-encore, Quand on dira, V comme Vian, J'ai de la veine que mon nom ne commence pas par un Q, Parce que Q comme Vian, ça me vexerait. »

 Ce court poème donnera son titre à l'ouvrage de Marc Lapprand V comme Vian (2006).
De nombreux textes ont été remaniés et rédigés cette année là, ils seront mis en vente parfois plusieurs années après. C'est le cas de Vercoquin et le plancton écrit entre 1943 et 1944, remanié en 1945, et qui paraît  en octobre 1946. L'ouvrage n'est mis en vente qu'en janvier 1947. Le titre initial était : « Vercoquin et le plancton, grand roman poliçon en quatre parties réunies formant au total un seul roman, par Bison Ravi, chantre especial du major » avec l'épitaphe : « Elle avait des goûts d'riche, Colombe... Paix à ses cendres. Vive le major. Ainsi soit Thill (Marcel) ».
À partir de 1946, Boris a tenu dans Jazz Hot créé en 1935 par Charles Delaunay, une « revue de la presse » à titre bénévole, jusqu'en mars 1959, année de sa mort . Il s'était inscrit très dès (1937) au Hot Club de France dont Jazz Hot est la revue. Il en a donné à de nombreuses revues Ses articles ont été rassemblés en deux volumes par Claude Rameil : Écrits sur le Jazz, paru en 1999 aux éditions Christian Bourgois-Le Livre de poche, réédité en 2006 dans une version complétée et augmentée  avec Autres écrits sur le jazz, déjà paru chez Christian Bourgois, 1994.
Parfois les textes ne seront pas publiés du tout du vivant de l'auteur. C'est le cas de Préface aux Lurettes fourrées recueil de nouvelles qui a été ensuite repris dans L'Arrache-cœur, L'Herbe rouge et Les Lurettes fourrées (Jean-Jacques Pauvert). Mais aussi de Éléments d'une biographie de Boris Vian avantageusement connu sous le nom de Bison Ravi, non publié par Gallimard et paru en 1964 en plaquette accompagnant le coffret de disque Boris Vian intégrale, ainsi qu'un Prière d'insérer, non retenu chez Gallimard. Dans les Chroniques du menteur, la chronique Impression d'Amérique écrite en juin subit le même sort et paraît en 1984 chez Christian Bourgois, de même que : Les Remparts du Sud (nouvelle), Liberté, parodie du poème de Paul Éluard qui paraitra dans les Écrits pornographiques en 1980. La nouvelle Les Fourmis, dédicacée à Sidney Bechet en juin 1946 va rejoindre le recueil intitulé : Les Fourmis
Autres nouvelles publiées dans la presse et réunies dans le recueil Le Ratichon baigneur
- Cinéclub et fanatisme  devenu Divertissement culturels janvier 1946
- Cinéma et amateurs ou Un métier de chien, janvier 1946
- Le Premier rôle ou Une grande vedette, mars 1946
- Le Ratichon baigneur, juillet 1946

## 1947 Vernon Sullivan, Boris Vian, le cinéma, le jazz

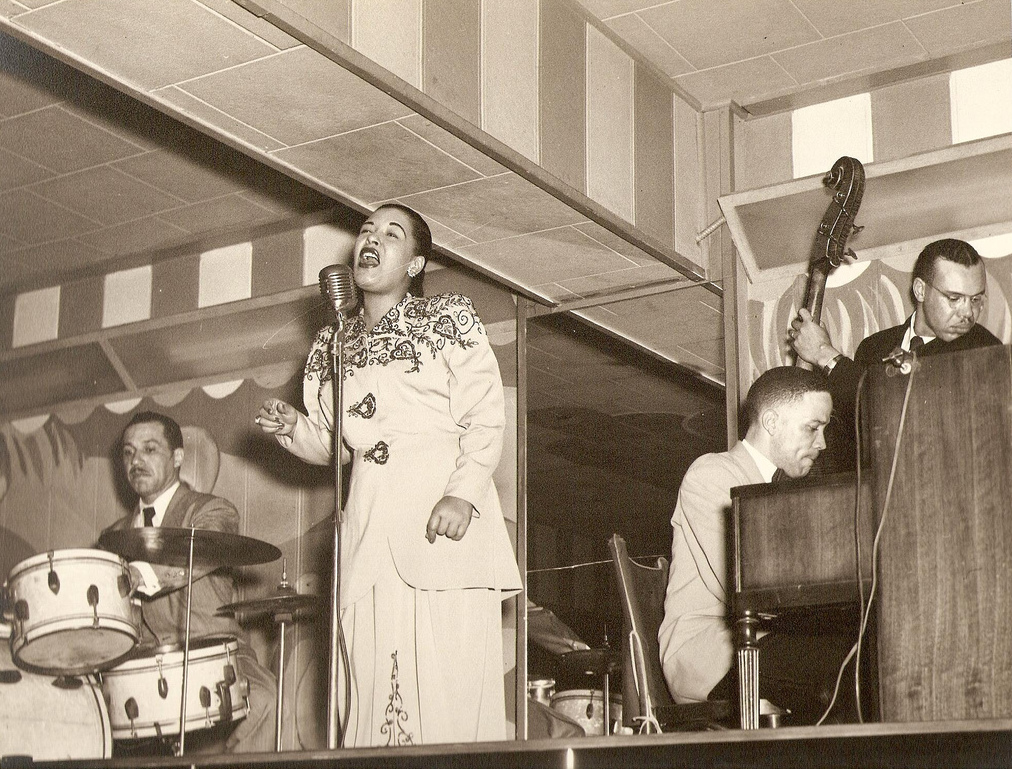
Billie Holiday, Boris Vian a manifesté son admiration pour elle dans Écrits sur le jazz

Après la tempête Vernon Sullivan, voici venir Boris Vian, poète, écrivain, auteur de L'Écume des jours, rédigé de mars à mai 1946, mis en vente en avril 1947, réédité une seule fois par Gallimard cette même année, puis par Jean-Jacques Pauvert en 1963, suivi de  cinq éditions chez divers éditeurs pour paraître à partir de 1974 chez Christian Bourgois, édition suivie de dix éditions chez divers éditeurs dont Christian Bourgois en 1991. Le texte aboutit finalement au Livre de poche en 1997. Cette même année 1947, Boris Vian publie L'Automne à Pékin aux Éditions du Scorpion, livre réédité trois fois aux Éditions de Minuit puis dans sept rééditions chez divers éditeurs pour aboutir en 1991 dans La Pochothèque. En 1955, Alain Robbe-Grillet va lui proposer de rééditer l'Automne à Pékin  aux Éditions de Minuit, mais Boris se méfie. « Depuis le temps que le sort s'acharne sur lui, il est las, fatigué de la connerie ambiante, de ce succès qui lui échappe depuis toujours », dit Robbe-Grillet.
Cependant l'américain Vernon Sullivan écrit cette année-là Les Morts ont tous la même peau « traduit » par Boris Vian avec une nouvelle : Les chiens, le désir, la mort, et suivi d'une postface de Boris Vian. Mis en vente en 1948, réédité aux éditions Bourgois en 1973, il aboutit en 1997 au Livre de poche-Hachette.
L'écrivain « américain » se fait aussi traducteur sous son nom réel. Il traduit Le Grand Horloger (The Big Clock) de Kenneth Fearing, produit un avant-propos à une traduction de Michelle Vian du livre Le Travail, titre original : Let us now praise famous men traduit ensuite par Louons maintenant les grands hommes, cet avant-propos, refusé du vivant de l'auteur, aura une publication posthume dans Chroniques du menteur.

Boris Vian reprend aussi sa plume de scénariste. Il écrit en collaboration avec Michel Arnaud  et Raymond Queneau Zoneilles pour les Films Arquevit, publié par le collège de ’Pataphysique après la mort de l'auteur  sous plusieurs formes dont celle-ci : 

« Collège de ’Pataphysique, Grande Collection Inquisitive, n° 3, 89 E. P. [1962]. In-4 br., non paginé [30 p.]. Édition originale. Tirage limité à 777 ex. numérotés. Un des 144 ex. sur pur chiffon (n° 25). Ex-libris de Noël Arnaud. Exemplaire très frais. »

 ou celle-ci 

« Collège de ‘Pataphysique - Les Films Arquevit (pour ARnaud - QUeneau -VIan et le T pour la petite touche d’érotisme ! (1962), in-4 (27,3 x 21,2 cm) de 16 feuillets sous couv. à rabats. Édition originale tirée à 777 ex., un des 609 sur vélin acoustique (vergé ivoire). En raison de la faible épaisseur de l’ouvrage il est facilement pliable, notre ex. en porte une légère trace sur le coin gauche, hormis cette nécessaire précision, bel exemplaire au papier exempt de toute salissure ou rousseur . »

 Le scénario est repris en 1961 dans Rue des ravissantes avec d'autres scénarios.
Les scénarios écrits en 1947 comprennent
- Un mekton ravissant, publié aux Cahiers de l'Oronte (1965)
- La Pissotière, publié dans le recueil Cinéma/Science fiction[25]
- Festival de Cannes : quatre scénarios sur le Festival international du film. Publiés dans le recueil Cinéma/Science fiction, les films à naître de ces scénarios : « a) ne devaient pas être de plats documentaires, b)devaient comporter une trame suffisante, c) ne devaient pas embêter les gens, d) devaient donner une impression de richesse et d'aisance[26] »
- Isidore Lapalette trouve un client, publié dans le recueil Cinéma/Science fiction
- Les Œufs du curé, publié dans le recueil Cinéma/Science fiction

Le jazz est encore le centre d'intérêt principal de l'auteur qui publie régulièrement des chroniques que l'on trouve regroupées dans Autres écrits sur le jazz et qui comprend notamment un texte du romancier Robert Wilder, un article de Boris sur Les Amateurs II et l'orchestre de Claude Abadie, sur l'orchestre de Claude Luter et sur lui-même (il fait son propre éloge). Une nouvelle paraît dans Jazz 47 Méfie-toi de l'orchestre, elle sera reprise dans  Le Ratichon baigneur. Ses chroniques de jazz paraissent dans le journal Combat en octobre-novembre tandis qu'un article repris dans Dossier de l'affaire j'irai cracher sur vos tombes paraît dans Point de Vue. Boris annonce : « Je ne suis pas un assassin ».
Il est présent dans Jazz Hot au moment du différend entre Charles Delaunay et Hugues Panassié. Boris se rallie à Charles Delaunay, partisan du jazz progressiste. L'ensemble des écrits de Vian dans Jazz hot sur le jazz a été réuni par la Cohérie Boris Vian et publié dans Le Livre de poche en 2006 avec une préface et une introduction de Claude Rameil. L'essentiel des articles consiste en des présentations de musiciens de jazz. Parmi ceux-là : Les concerts Ellington, Billie Holiday, Buck Clayton.

## 1948 Monstres, théâtre, nouvelles, poèmes, j'irai cracher (suite), critiques, chroniques

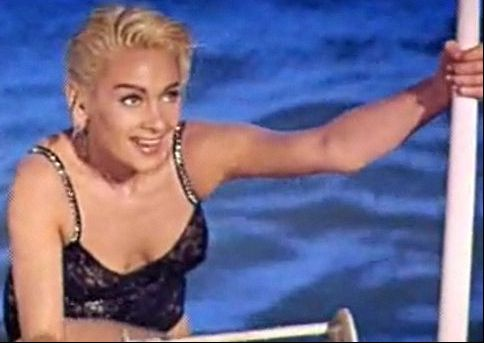
Martine Barnum Carol à laquelle Boris Vian rend hommage dans Barnum's Digest

Et on tuera tous les affreux paraît en version « expurgée » dans France Dimanche du 1er février 1948, avant d'être publié  dans son intégralité aux Éditions du Scorpion le 20 juin 1948, signé Vernon Sullivan traduit par Boris Vian. Il connaitra plusieurs éditions chez divers éditeurs notamment celle de 1965 chez Éric Losfeld illustré par Alain Tercinet qui a également illustré Les Fourmis en 1965 aux éditions Le Terrain vague . Le texte et les illustrations sont republiés en 1997 chez Jean-Jacques Pauvert.
I shall spit on your graves de Vernon Sullivan paraît en anglais, (Boris Vian s'est auto-traduit) publié chez Vendôme Press . Vernon Sullivan a même ajouté une introduction signée Boris Vian dans laquelle il prétend avoir rencontré le véritable Vernon Sullivan et reçu son manuscrit de ses mains. L'adaptation  de J'irai cracher sur vos tombes en pièce de théâtre est écrite cette même année, elle sera publiée dans le Dossier de l'affaire j'irai cracher sur vos tombes par Noël Arnaud chez Christian Bourgois en 1974. Le traducteur Vian poursuit son œuvre avec sa femme Michelle pour La Dame du lac de (Série noire no 8), et seul pour Le Grand Sommeil, Série noire no 13, de Raymond Chandler, vendu en livre de poche Folio depuis 1998. Il traduit aussi Là-bas près de la rivière de Richard Wright publié dans la collection l'Âge nouveau, repris par Marcel Duhamel dans le livre de poche 1950.
En 1948 Boris présente pour la première fois au Théâtre Verlaine  l'adaptation de son roman J'irai cracher sur vos tombes qui sera littéralement  massacrée par la critique  mais qui bénéficie du battage provoqué par l'interdiction du roman. La pièce est expurgée de toute pornographie apparente.
Toujours  traducteur, Boris  Vian rédige des poèmes intitulés Barnum's Digest, théoriquement écrits par un poète américain, traduits par Vian. La plaquette comporte 10 monstres (illustrations) fabriqués par Jean Boullet, elle est publiée par  les éditions Aux Deux menteurs, 68 avenue d'Italie, Paris avec cet achevé d'imprimer cité par Noël Arnaud :
« Cette plaquinette illustrée de 10 monstres tous fabriqués par Jean Boullet a été tiraillée à deux cent cinquante exemplaires numismatés de un à deux cent cinquante. » Réédités dans Cantilènes en gelée en 1970 dans la collection 10/18, ils sont disponibles dans Le Livre de poche depuis 1997. Des extraits de Cantilènes en gelée ont été choisis par des lecteurs sur le site Booknode . Les poèmes du Barnum's Digest sont tous dédicacés à Martine Barnum Carol et ceux de Cantilènes en gelée ont une dédicace par poème. L'ensemble est rassemblé par la Cohérie Boris Vian, préfacé par Noël Arnaud, augmenté de poèmes inédits et publié par la Librairie générale française en 1972 devenue Le Livre de poche .
L'Équarrissage pour tous est initialement une pièce en 3 actes. L'auteur envisageait d'en faire un roman dans ses  premières notes jetées le 10 février 1947 Boris Vian opte finalement pour une pièce de théâtre en un seul acte et 57 scènes qu'il écrit en deux mois. Le texte de la pièce qui paraît en « version digérée dans les Cahiers de la Pléiade », c'est-à-dire toujours en un seul acte, mais raccourci à 25 pages selon la demande de Jean Paulhan, dans le numéro  daté du printemps 1948. Vian y est en compagnie de Georges Bernanos, Pierre Boutang, Jean Paulhan. Gilbert Pestureau considère la pièce comme une farce iconoclaste« C'était une grande audace cependant de mettre en 1947 tous les guerriers dans le même sac grotesque, la même fosse à équarrir si nauséabonde. »
Adam, Ève et le serpent, texte commencé en février 1948, remanié en 1951, devient une pièce de théâtre dont deux versions sur trois sont publiées dans Petits spectacles chez Christian Bourgois en 1977, repris dans Le Livre de poche 1998. Le recueil réunit un ensemble de sketches et de petites pièces, dont beaucoup ont été interprétés par Yves Robert à La Rose rouge, notamment Cinémassacre en 1952, avec le personnage sombre : Alfred Hitchpoule et un sketch qui annonce Le Goûter des généraux, joué en 1955 et qui deviendra en 1965 La Guerre en 1965
Cette année-là Boris est aussi journaliste sous plusieurs formes. À la radio  il se lance dans une série d'émissions radiophoniques en anglais sur le jazz dont les textes sont réunis et publiés par Gilbert Pestureau sous le titre Jazz in Paris (Jean-Jacques Pauvert 1997). À partir de janvier 1948, ses chroniques sur le Jazz paraissent dans Jazz Hot régulièrement jusqu'en décembre. En compagnie de Marc Doelnitz, il crée une revue radiophonique Christophe Colomb 48 ou Un américain à Paris sur laquelle on a peu d'informations. Il se rend à l'AFN (American Forces Network), la station de radio des forces armées américaines basées en Allemagne  dont il fait le compte rendu dans Combat le 5 novembre  et le  19 novembre 1948 : « Les studios sont rudimentaires, insonorisés avec du drap d'uniforme de la Luftwaffe, ça, c'est enfin un usag rationnel du drap d'uniforme, mais bien équipés »
Aux arts décoratifs il  donne  une conférence :  Approche discrète de l'objet reproduite en 1960 dans le Dossier 12 du collège de 'Pataphysique, rédige un article sur L'utilité d'une critique littéraire, ainsi une Chronique du menteur engagé reprise dans Chroniques du menteur aux éditions Julliard en 1966.
Les nouvelles de 1948 sont relativement moins nombreuses : Les Pas vernis reprise dans Le Loup-garou (Vian), Les Pompiers, reprise dans L'Herbe rouge, La Route déserte reprise dans Les Fourmis (Vian) avec quatre dessins de Boullet pour Barnum's Digest.
La conférence : Utilité d'une littérature pornographique donnée le 14 juin 1948 au Club Saint-Germain a été publiée avec d'autres textes en 1980 dans : Écrits pornographiques

## 1949 Cantilènes en gelées, nouvelles, jazz toujours, activités diverses
Le morceau de bravoure de l'année 1949 est peut-être la publication de Cantilènes en gelée, recueil de poèmes édité en ouvrage de bibliophilie, dont le lancement à Paris fut hautement germanopratin et dont l'édition originale reste introuvable. Réédité avec Barnum’s Digest et des poèmes inédits en collection 10/18 en 1972, les textes ont paru depuis chez divers éditeurs dont le Livre de poche en 1997. Il existe aussi une édition autographique avec les dessins de Chistiane Alanore chez Roger Borderie en 1978. L'autre recueil important est Les Fourmis, plus connu que le précédent, édité plusieurs fois depuis les éditions du Scorpion en 1949, réédité chez Jean-Jacques Pauvert en 1997.
D'autres nouvelles de 1949 ont été reprises dans divers recueils :
- Dans   Le Loup Garou :  Marseille commençait à s'éveiller,   Le Penseur , Un cœur d'or, L'Amour est aveugle,
- Dans  Le Ratichon baigneur :  La Valse , Maternité, Divertissements culturels (juin 1949), Une grande vedette (août 1949), Les Filles d'avril, Un métier de chien (écrite en 1946, publiée en octobre 1949), L'Assassin[51].

D'autres nouvelles ont été extraites des Fourmis pour être publiées dans Paris-Tabou : L'Écrevisse, l'Oie bleue, ou bien seront publiées à titre posthume : Le Rappel  successivement repris dans L'Arrache-cœur, L'Herbe rouge, Les Lurettes fourrées.
Le traducteur (le vrai cette fois) produit avec Michelle Vian Les Femmes s'en balancent (livre) de Peter Cheyney qui donnera lieu en 1954 à un film où ni le roman, ni l'auteur ni le traducteur sont inscrits au générique.
Le jazz occupe une grande part du temps de Boris Vian. Il écrit toujours une chronique pour le journal Combat, devient rédacteur en chef d'une revue de jazz : Jazz News dont il est aussi le principal rédacteur transformant la revue en un journal presque personnel. La couverture des deux premiers numéros de la revue portent le sous-titre  Blue Star Revue, Vian y collabore à partir du no 3, avec une annonce en gros caractères : « AVIS. Dès notre prochain numéro, Boris Vian sera le rédacteur en chef de Jazz News. Qu'on se le dise!.. », avec un rappel sur la page 21 du même numéro. Le journal a été entièrement aménagé pour lui
Dans la Gazette du Jazz, il signe deux articles sous le pseudonyme de Xavier Clarke (juin et juillet), et dans Jazz Hot, outre ses comptes-rendus habituels, il signe des critiques de disques sous divers pseudonymes (Otto Link, Michel Delaroche )
Dans l'hebdomadaire de Jean Guignebert Radio 49 - Radio 50 Boris livre des articles à partir du 13 mai 1949 jusqu'au 28 janvier 1950. Son premier article porte le titre : Ne crachez pas sur la musique  noire

## 1950 L'Herbe rouge, l'Équarrissage, théâtre, cinéma, nouvelles, le dernier Sullivan et jazz toujours

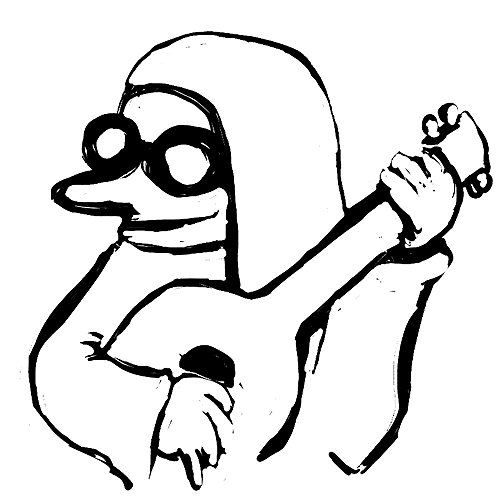
Sœur Sourire caricature

Le roman L'Herbe rouge daté de Frankfurt a/M, août 1948, puis Saint-Tropez septembre 1949, paraît aux éditions Toutain en juin 1950. Réédité dans un ouvrage qui comprend aussi L'Arrache-cœur, Les Lurettes fourrées chez Jean-Jacques Pauvert en 1962, il connaît plusieurs éditions dont une est illustrée par Lars Bo en 1978, édition de bibliophilie par les Centraux bibliophiles. L'œuvre est actuellement en Pochothèque depuis 1991. C'est avec ce volume en main que Boris Vian se présente chez le diplomate Dick Eldridge qui loge sa future femme Ursula Kübler rue Poncelet. Cet ouvrage est encore un échec commercial cuisant. Les Éditions de Minuit voudront pourtant lui donner une deuxième chance en 1957, mais les difficultés financières de la maison de Jérôme Lindon empêcheront la réalisation de ce projet.
L'Équarrissage pour tous, en un acte, est créée le 11 avril 1950 au Théâtre des Noctambules. Le titre de la pièce a comme sous-titre : Vaudeville paramilitaire en un acte long avec une dédicace de Vian  sous le pseudonyme de Charlemagne  « À mon ennemi intime - Charlemagne - . » Elle se trouve en publication posthume  suivie d'une saynète Le Dernier des métiers et précédée de Salut à Boris Vian (texte de Jean Cocteau) en avant-propos. Dans une nouvelle édition, où le texte intégral est publié avec Tête de Méduse et Série blême, une introduction par Gilbert Pestureau présente la pièce comme « une farce iconoclaste ». Le metteur en scène André Reybaz apprend, à Boris Vian, au début de l'année, que sa compagnie (La Compagnie du Myrmidon) a réuni les moyens pour monter L'Équarrissage. Mais Elsa Triolet refuse d'accorder une subvention au titre des arts et lettres. Elle a fait part de son hostilité au double de Vernon Sullivan. Ce n'était donc pas la pièce qui était en cause mais l'auteur « nous ne pouvons pas subventionner  l'œuvre d'un étranger . » André Reybaz propose aux acteurs de J'irai cracher sur vos tombes, et à leurs amis, d'interpréter la pièce, mais tous se récusent sous divers prétextes. André Eybaz publiera cet épisode en 1975  dans Tête d'affiche :

« Les excommunications, les lâchages, ne semblaient pas atteindre le sang-froid élégant de Boris, même son grand œil clair y gagnait quelque vibration. Mais je croyais déceler, sous son extrême pudeur, un givre sur son cœur . »

Dans la dernière édition 2006 en Livre de Poche, on trouve, un appareil critique  de L'Équarrissage, une vingtaine de signatures, parmi lesquelles Boris Vian annonce : « Et voici qu'émerge la gracieuse silhouette de  cette chère Madame Triolet le 20 avril 1950 » . Elsa Triolet commence par démolir Vian entièrement. Puis elle reconnaît l'humour de la pièce  pour la démolir encore  davantage : « Toute la première partie est drôle (...) c'est plein de gags et de mots drôles d'une drôlerie assez particulière et neuve (...) Mais (...) déjà à mi-chemin  cela commence à foirer (sic). Cette peinture du monde « en mal », comme disait Paul Éluard, tourne court et cesse de faire rire. » Le monarchiste Michel Déon, dans Aspects de la France déclare en contrepied  20 avril 1950 : « Je vois déjà d'ici quelques figures bien chagrines. Que va-t-il se passer si maintenant les hommes de théâtre entreprennent de nous faire  rire? (...) Loin de moi de prêter à Boris Vian, l'auteur de la pièce des intentions politiques, religieuses, ou morales. Il se proclame anarchiste avec, au coin des lèvres, un sourire qui nous rassure : il n'y croit pas non plus. (...) Rien n'est certes plus à contre-courant de notre temps que la tentative burlesque de Boris Vian. »
Le Dernier des métiers a été créée au théâtre de la Grande Séverine en octobre 1964. Pièce anticléricale, jugée hautement profanatoire par le directeur du théâtre des Noctambules qui l'a refusée parce qu'elle se moque d'un curé  de show business, elle est donnée au théâtre  l'année où Sœur Sourire devient une vedette internationale avec Dominique, nique, nique qui lui vaut deux  Grammy award 
Toujours pour le théâtre, Le Marquis de Lejanes, pièce en cinq actes restera sous forme de synopsis, publié chez Christian Bourgois de 1982 à 1987. Ce spectacle était destiné à rallonger la soirée théâtrale car L'Équarrisage pour tous se révélait trop court
Autres morceaux de théâtre : Un radical barbu pièce en un acte, sur laquelle Christelle Gonzalo indique que l'on a très peu de renseignements, Giuliano, comédie musicale, Deux heures de colle suite de sketches, Chroniques scientifiques, Elle, Il, l'Autre ballet pour Roland Petit.
Pour le cinéma, plusieurs écrits sont repris  dans Cinéma-Science fiction : Les Rues, Saint-Cinéma-des-Prés, On en a marre de la vraie pierre, vivre le carton pâte, Pitié pour John Wayne, dans Rue des ravissantes : Marie-toi, « film musical gai pour orchestre de variété  »
Le Manuel de Saint-Germain-des-Prés écrit en 1950 publié l'année suivante aux éditions du Scorpion, ne sera réédité qu'an 1974 aux Éditions du Chêne avec une préface, prépost face, et postface, puis repris en livre de poche en 2001. Selon Noël Arnaud, le manuscrit original du manuel comportait des illustrations qui ont été perdues et jamais retrouvée. L'actuel exemplaire du Manuel ne reflète pas exactement le manuscrit d'origine. Destiné au départ à être un véritable guide, commandé par Henri Pelletier le 3 octobre 1949 pour la collection Les Guides verts (12 rue de la Chaussée d'Antin) il ne sera jamais publié malgré une annonce parue dans L'Équarrissage pour tous.
Les nouvelles de 1949-1950 sont reprises dans Le Ratichon baigneur : - Le Motif, ainsi que dans Le Loup garou: - Un Drôle de sport, -le Danger des classiques
Dans Jazz News, il signe  entre autres un éloge de Duke Ellington, une méthode de be-bop et un éditorial :  Blancs contre noirs : le racisme n'est pas mort
Dans le dernier « Sullivan », Boris Vian ne se donne même plus le rôle de traducteur. Édité le 12 juin 1950, Elles se rendent pas compte  clos la série des romans « américains ». Sullivan a gagné beaucoup plus de notoriété et d'argent que Vian entre 1947 et 1950, même si les choses se terminent par une lourde amende de 100 000 fr pour Vian en mai 1950. Mais Sullivan est beaucoup plus qu'un pseudonyme. C'est, pour l'écrivain, le sceau avec lequel il marque des écrits  qu'il a classé par genre. Le choix des pseudonymes n'est pas sans signification.
1950 est aussi l'année où il commence à rédiger un Traité de civisme qu'il va remanier jusqu'à sa mort, changeant les titres, en racontant le contenu à ses amis, mais dont rien n'a été publié de son vivant. La première étude faite par Noël Arnaud avec Ursula Kübler est publiée dans Les vie parallèles de Boris Vian en 1970. Puis, au fur et à mesure que se poursuit la découverte des manuscrits de Vian, Ursula et Arnaud font appel à un jeune universitaire : Guy Laforêt qui classe et commente l'ensemble des inédits de 1974  à 1977 pour en faire sa thèse de doctorat. La thèse est publiée en 1979 chez Christian Bourgois, reprise en livre de poche. Les éléments complétés et remaniés sont publiés de nouveau sous le titre Traité de civisme en livre de poche par Nicole Bertolt

## 1951 Théâtre, nouvelles, traductions  et poèmes

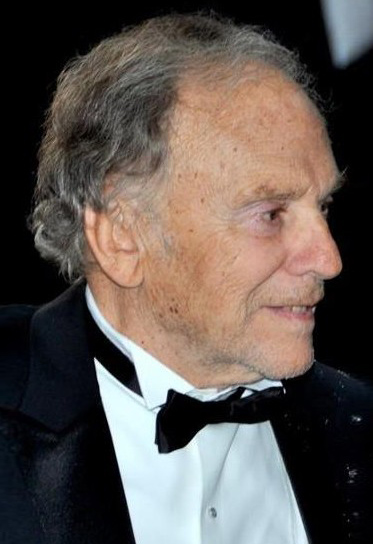
Jean-Louis Trintignant lecteur des poèmes de Vian

L'année commence mal, avec la traduction  sur commande de Gallimard du livre d'un militaire américain auto-élogieux Histoire d'un soldat de Omar Bradley. pressé par le besoin d'argent, exaspéré par le sujet, l'écrivain anti-militariste expédie la traduction en trois semaines de calvaire. Le relecteur de Gallimard note que la traduction a été faite sans beaucoup de soins, et sur les quelques exemplaires que Vian dédicace à ses amis, il barre le mot soldat qu'il remplace par connard (Histoire d'un connard).
Le Goûter des généraux, pièce de théâtre en trois actes écrite en 1951, publiée pour la première fois en 1962, créée au théâtre en langue allemande en 1964 au Staatstheater de Brunswick, puis au théâtre de la Gaîté-Montparnasse à Paris le 18 septembre 1965, porte le sous-titre tragédie lyrique et militaire. Cette pièce est en grande partie redevable à cette Histoire du soldat que Boris a tant détesté traduire. On y trouve parmi les militaires le général James Audubon Wilson de la Pétardière Frenouillou, le général Dupont d'Isigny et le général Lenvers de Laveste et Juillet. C'est le deuxième morceau de bravoure antimilitariste de Boris après L'Équarrissage pour tous.
Une grosse farce, Tête de Méduse, écrite la même année, est jouée pour la première fois à Abidjan (Côte d'Ivoire) le 29 janvier 1974 et à Poitiers le 17 janvier 1975. La pièce paraitra en édition posthume dans Théâtre inédit chez Christian Bourgois, puis en Livre de Poche avec l'Équarrissage pour tous et Série Blême autre pièce de théâtre.
Boris Vian écrit aussi un spectacle pour La Rose rouge : Ça vient, Ça vient une anticipation de Boris Dupont sur des thèmes déjà dans l'air qui  parait en publication posthume dans  Petits spectacles.
Deux traductions lui sont beaucoup plus agréables que Soldier's story. Dans la collection La Méridienne de Gallimard 1951 : Le Jeune homme à la trompette de Dorothy Baker, et Le Bluffeur de James M. Cain.
- Nouvelle parue dans Écrits pornographiques : Les Gousses
- dans Le Loup garou :  Le Voyeur (titre d'origine : Le Bonhomme de neige)

Ses chroniques régulières sur le Jazz sont reprises dans Écrits sur le Jazz et Autres écrits sur le jazz.
« 1951 est une année sombre pour Boris qui vint de quitter sa femme Michelle, qui vit mal de ses traductions, subit les assauts du fisc, vit dans un minuscule logis au dernier étage du 8 boulevard de Clichy  » C'est pendant cette période-là, qui s'étend jusqu'en 1953, qu'il commence à écrire les poèmes qui composeront le recueil Je voudrais pas crever. Si le poème-titre est bien daté de 1952, une grande partie des poèmes commence cette année-là.
Il y avait trois recueils classés par Boris selon un ordre à lui, que Noël Arnaud a rassemblés en un seul auquel il a ajouté divers écrits en prose de la période 1951-1953

## 1952 Tout sauf du roman
Pendant les derniers mois de 1951, Boris s'éparpille, mais ne cesse d'écrire : un journal, des « variations de plume . »  Il multiplie les traductions, les piges, les articles sur le jazz. Il traduit notamment 'Mademoiselle Julie, pièce d'August Strindberg, Les Vivisculpteurs, une nouvelle de science fiction de Wallace G. West parue dans France Dimanche.
Il écrit aussi beaucoup de sketches pour le théâtre et enfin, un petit miracle vient lui remonter le moral : Cinémassacre, un des sketches qui sera repris ensuite dans Petits spectacles chez Christian Bourgois en 1977. est joué à La Rose rouge. C'est la bonne nouvelle de cette année 1952 : Nikos Papatakis, sur une idée de Pierre Kast et de Jean-Pierre Vivet, présente un spectacle à sketches sur le cinéma. Le scénario et les dialogues sont confiés à Boris Vian, Guillaume Hanoteau, André Roussin, Raymond Queneau, ou empruntés à Robert Desnos. Vian retrouve encore en 2011 un de ces poètes (Desnos), dans un spectacle lu par Jean-Louis Trintignant qui a connu environ trois ans de succès.
« Avec Cinémassacres Boris entre dans le petit cercle des auteurs parodiques, manieurs de vitriol, qui plaisent à Papatakis »
Parmi les très nombreux sketches de Vian, Yves Robert et sa compagnie en ont interprété beaucoup à partir d'avril 1952, date à laquelle a été créé Cinémassacre. Selon une lettre de Boris à Ursula, alors en tournée, le spectacle « était du tonnerre, les gens hurlaiens de joie (...) ». Yves Robert a repris avec Rosy Varte, Cinémassacre en juillet 1954 aux Trois Baudets.
En théâtre et cinéma, Vian a écrit cette année-là :
- Il est minuit docteur Popoff, scénario de film
- Paris varie (autre titre : Fluctuar nec mergitur)
- Cinq bals synopsis d'une comédie musicale
- Odon et Dunœd ballet

Une nouvelle : Pénible histoire mais ses écrits sont surtout des articles bénévoles pour Jazz Hot, et des piges rémunérées pour Constellation et les Cahiers du disque.

## 1953 Tout avec un roman

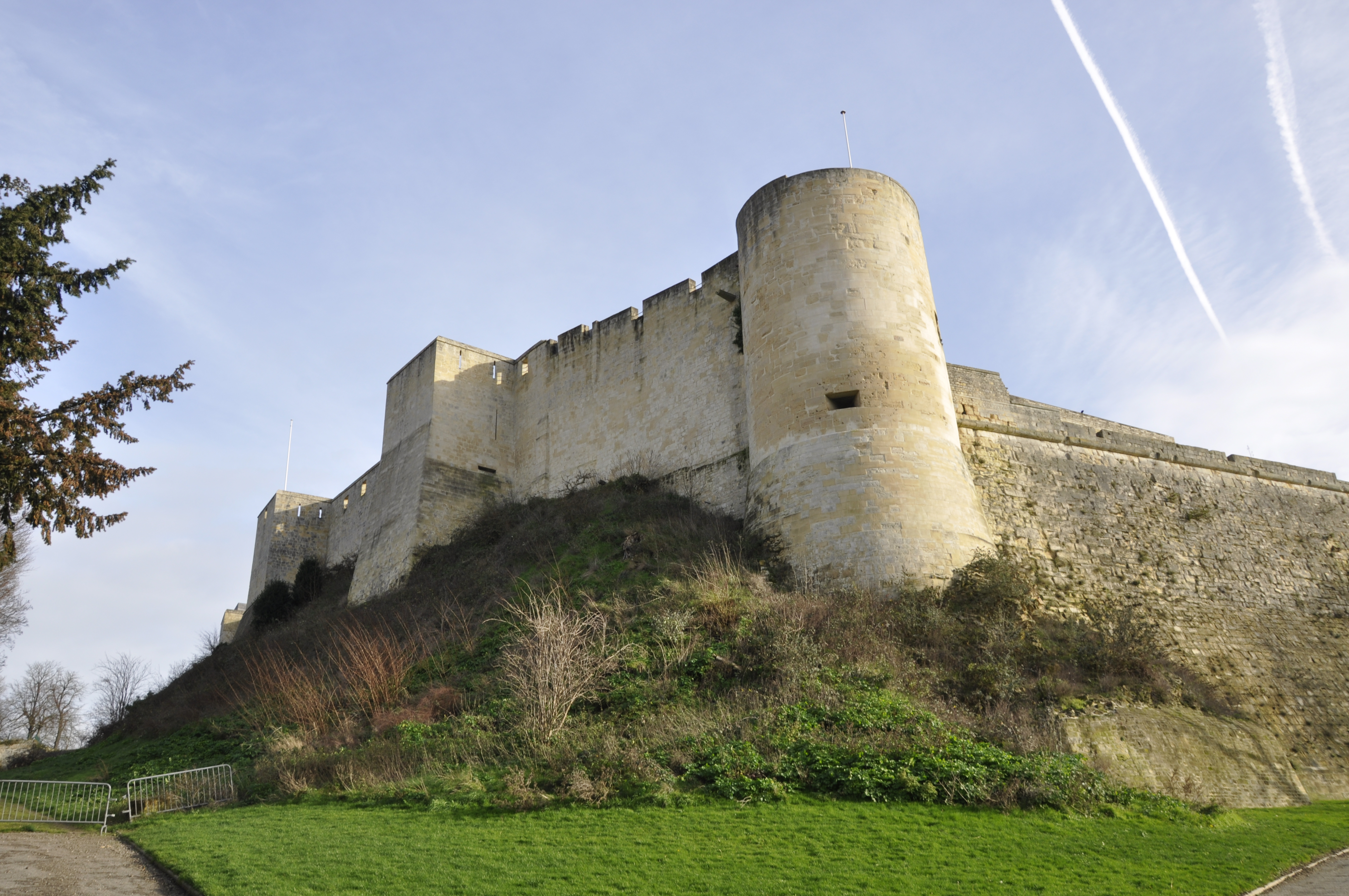
Château de Caen où a été joué Le Chevalier de neige en 1953

Boris publie aux éditions Pro-Francia-Vrille, dirigées par Évrard Bourlon de Rouvre L'Arrache-cœur, avec un avant-propos de Raymond Queneau. L'ouvrage paraît le 15 janvier 1953. Il a été commencé en 1947, revu, réécrit, le manuscrit définitif et la copie dactylographiée sont datés de 1951. Il portait le titre Les Fillettes de la reine, tome I, Première manche. Jusqu'aux cages, que Gallimard a refusé  en 1951. Édité chez Pro-Francia-Vrille en 1953, réédité par le même avec L'Herbe rouge et Les Lurettes fourrées en 1965, 1978, 1989, puis  chez de nombreux éditeurs dont Christian Bourgois, il est dès 1991 dans La Pochothèque.
Ce roman avait l'estime de son auteur qui l'avait classé sous le signe « R3 » dans son agenda de 1947.
Le refus de Gallimard tombe comme un coup de poignard. Dans une lettre à Ursula, Boris annonce ainsi la mauvaise nouvelle : « Tu me demandes pourquoi ils ne prennent pas le livre chez Gallimard ? Queneau l'aurait pris je crois, c'est surtout Lemarchand qui ne veut pas. Je l'ai vu hier, ils sont terribles tous. Il ne veut pas parce qu'il me dit qu'il sait que je peux faire quelque chose de beaucoup mieux(...) Ils veulent me tuer tous (...) C'est drôle, quand j'écris des blagues, ça a l'air sincère, quand j'écris pour de vrai on croit que je blague. »
En 1953, Queneau propose de nouveau L'Arrache-cœur en y ajoutant une préface de sa main. Véritable hommage à l'écrivain Boris Vian, cette préface donnera lieu à une très confidentielle parution, puis aux éditions Vrille la même année. Le livre passe inaperçu. Seul François Billetdoux lui consacre  un article. L'attitude du monde littéraire, face à ce texte qui a donné tant de mal à son auteur, écœure Boris Vian qui dédicace un exemplaire à sa mère : « Mère Pouche, en vl'là encore un pour allumer l'feu. »
Boris ayant décidé d'abandonner la littérature, il se tourne vers le spectacle musical, puis l'opéra, qui sera, dans ses deux  dernières années (entre 1957 et 1959) : « la grande affaire de sa vie. » Il commence avec Le Chevalier de neige. En tout, il va écrire sept opéras, dont deux resteront inachevés.
Le Chevalier de neige a été commandé à Boris et Georges Delerue par Jo Tréhard  pour le Festival de dramatique de Caen. Bénéficiant de moyens exceptionnels, les deux auteurs bâtissent un spectacle démesuré qui sera présenté en août 1953 dans le château de Caen, puis en format plus large avec la cantatrice Jane Rhodes au théâtre de Nancy en 1957. Le texte est édité en 1974 chez Christian Bourgois. Boris Vian y découvre le pouvoir visuel de la musique, et dans la deuxième version destinée à l'opéra de Nancy en 1957, il va apporter force modifications au livret initial.

## 1954 Théâtre cinéma et jazz et les chansons

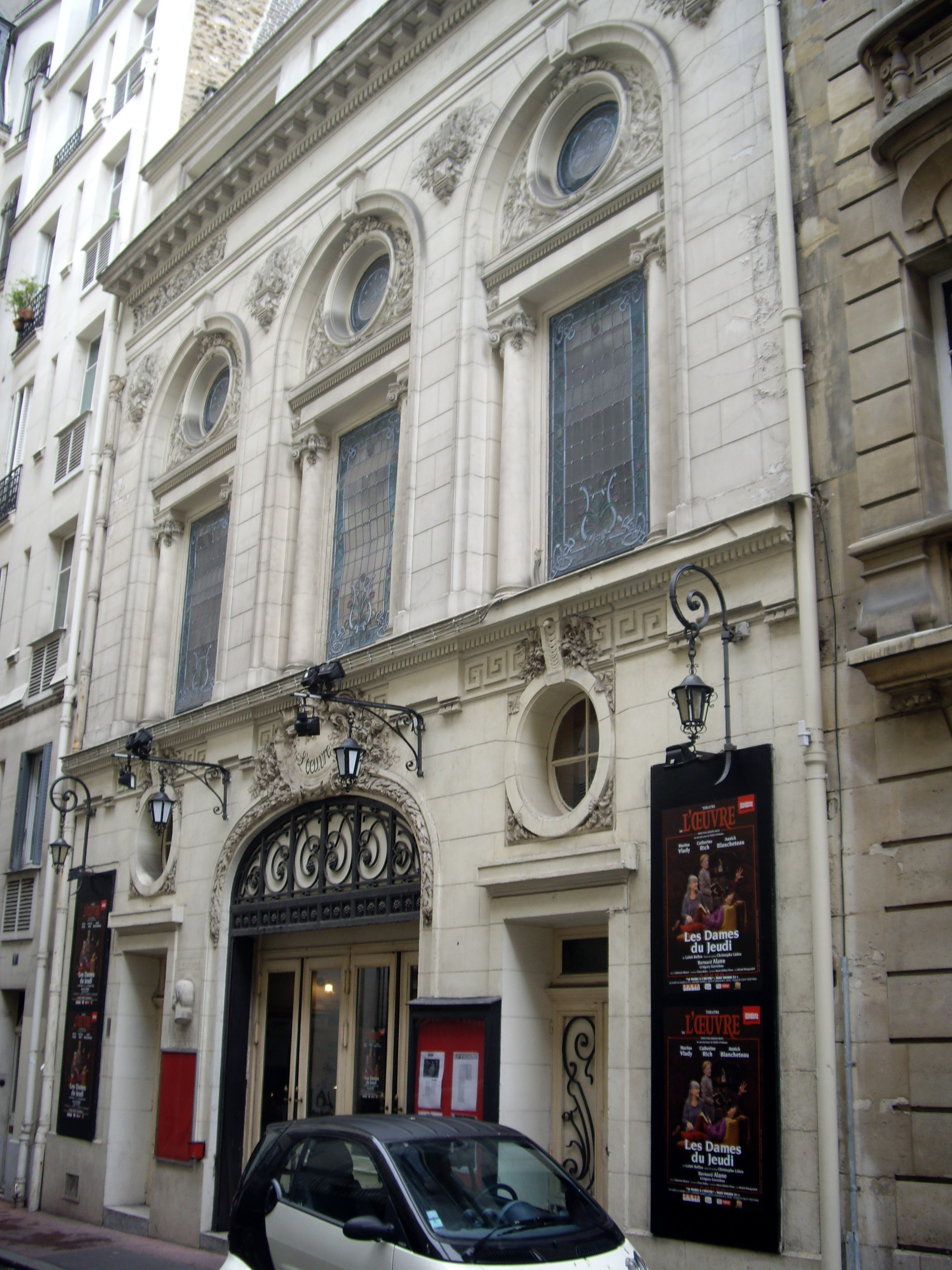
le théâtre de l'Œuvre où Mouloudji a chanté Le Déserteur

Toujours convaincu qu'il n'arrivera à rien en littérature, Boris Vian, après l'heureuse expérience du Club des savanturiers se lance, avec le soutien de Pierre Kast qui relit ses textes et les corrige au besoin, dans l'écriture de scénarios. Après Le Cow-boy de Normandie (1953,) Vian écrit Le Baron Annibal , récit d'espionnage, ainsi que Le Pacha (juillet 1954) paru en publication posthume dans Cinéma-Science fiction.
Pour le théâtre, il crée Série blême, une tragédie en trois actes et en alexandrins qui ne sera jouée qu'en 1972 à Nantes et que l'on retrouve dans un recueil de poche comprenant L'Équarrissage pour tous et Tête de Méduse, après avoir été publié dans Théâtre inédit chez Christian Bourgois en 1970, dans Théâtre II en 10/18 et en livre de poche en 1998.
La date de l'écriture de Série blême varie selon les sources. Le recueil en livre de poche préfacé par Gilbert Pestureau, qui comprend un texte de Jean Cocteau Salut à Boris Vian, L'Équarrissage pour tous  et Tête de Méduse la situe en 1952, tandis que Noël Arnaud précise : Série blême est de 1954 en faisant allusion à la collection Série blême que Marcel Duhamel a dirigée en même temps que la Série noire. Toutefois la Série blême eut moins de succès que la série noire et disparu après quelques parutions
Cette année où Boris accumule les échecs et la fatigue. Il ne lui reste que le jazz pour se consoler : Jazz-hot où ses chroniques paraissent chaque mois (reprises dans Écrits sur le jazz et Autres écrits sur le jazz). Une nouvelle : Voyage en auto paraît dans le numéro  cinq du journal Voyages, elle est reprise dans La Belle époque en livre de poche en 1998. Boris écrit aussi pour le magazine Arts, des chroniques sur le jazz toujours. On les retrouve désormais dans Autres écrits sur le jazz
L'aventure du Déserteur commence cette année-là. Le 15 février 1954, Boris dépose à la Sacem le texte et la musique d'une chanson contre la guerre, arrangée par le compositeur Harold Berg. Quelques mois avant Ðiện Biên Phủ. Boris pense sans doute à la guerre d'Indochine, mais peut-être aussi à une guerre non précisée, à Albert Camus qui souhaitait : Pas un jeune du contingent pour la guerre . Le 8 mai c'est Marcel Mouloudji qui la chante pour la première fois au théâtre de l'Œuvre.
Cette même année, Boris produit à une allure exceptionnelle un très grand nombre de chansons, avec Jimmy Walter, musicien qui accompagne Renée Lebas dans ses tournées. Les deux compères forme un duo gouailleur et provocateur qui produit notamment le Tango interminable des perceurs de coffre-fort et J'suis snob. Renée Lebas choisit pour elle-même : Moi, mon Paris, Sans blague, Au revoir mon enfance, Ne te retourne pas.
En novembre 1954, Michel de Ré  demande à Boris Vian de lui écrire quelques chansons pour   le spectacle La Bande à Bonnot , d'Henri-François Rey, mis en scène par Michel de Ré qui doit être monté au minuscule théâtre du quartier latin. Bori se régale de l'univers des « bandits tragiques » et, avec Jimmy Walter il écrit entre autres  Les Joyeux bouchers (avec, au refrain : faut que ça saigne...), La Java des chaussettes à clous, et la Complainte de Bonnot. « Les témoins hésitent sur le nombre de représentations de la comédie musicale. Une, deux ou trois. Retirée de l'affiche sans égards (...) Personne n'a  entendu les chansons de Boris Vian. »  Quinze d'entre elles font partie de la compilation 100 chansons, quatre coffrets dont Françoise Canetti, fille de Jacques Canetti qui avait eu l'initiative de cette réédition, regrette qu'ils ne soient plus proposés à la vente.

## 1955Le Chasseur français, Drencula, et autres facéties

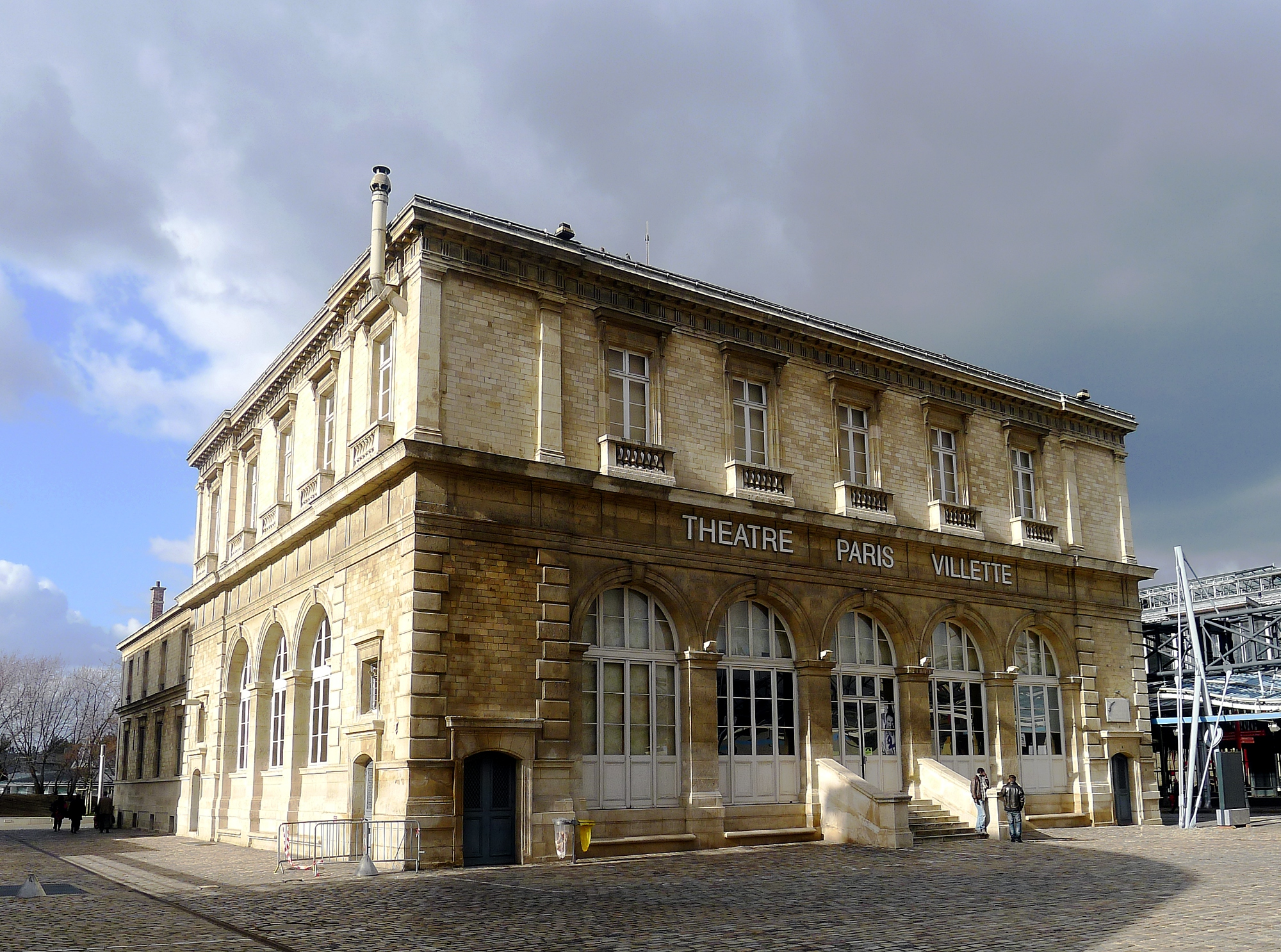
Théâtre présent où a été créé Le Chasseur français

Boris sait maintenant qu'il est inconvenant dans le petit monde littéraire. Il ne cherche plus du tout à plaire mais à s'amuser. Dans la veine de Série blême et toujours dans le style de la Série noire, il produit une pièce de théâtre musicale qui, contrairement à ce qu'il annonce, n'est pas une transposition des spectacles de Broadway : Le Chasseur français , partiellement horrifique et angoissante. Elle présente le personnage d'Angélique qui se gave de romans policier  « ceux de Gallimard sont les plus dégueulasses » dit-elle, et l'action se déroule dans une bourgade du Far West où tous les habitants sont morts de la dysenterie depuis cinquante ans. Ce lieu est un coupe-gorge. Mis en musique par Stéphane Carègue, l'ensemble a été  créé en décembre 1975 par la Compagnie Pierre Peyrou-Arlette Thomas aux anciens abattoirs de la Villette, au Théâtre présent.
Suivront deux petites comédies ballets : Mademoiselle Bonsoir, et La Reine des garces, ainsi que des revues : Ça c'est un monde, créée à l'Amiral  et mise en scène par Guy Pierrauld en novembre 1955. Morts en vitrine, commentaire de film va être réalisé en 1957 par Raymond Vogel.
Un autre spectacle écrit avec Roger Rafal avec une musique de Jimmy Walter est joué à La Rose rouge le 18 mars 1955 : Dernière heure
La nouvelle Drencula va rejoindre les publications posthumes. On la retrouve dans Écrits pornographiques. Et L'Autostoppeur, scénario de film se retrouve dans le recueil Rue des ravissantes. Boris rédige aussi un Mémoire concernant le calcul numérique de Dieu par des méthodes simples et fausses ce dernier texte sera publié en 1977 par le collège de 'pataphysique.
Mais Boris a aussi déclenché une grande agressivité du public et des autorités à son égard à cause de sa chanson Le Déserteur. Ce qui le pousse à écrire une lettre à Paul Faber, conseiller municipal, à propos de cette chanson. Lettre dans laquelle il demande à ce conseiller s'il est pour ou contre la guerre . Vian écrit encore beaucoup d'articles sur le jazz, toujours repris dans Écrits sur le jazz et Autres écrits sur le Jazz, et  des  Chansons pas correctes, comprenant : La Marche du concombre, la Messe en Jean Mineur par J.S Bachique (célébrée dans l'intimité en 1957). La Marche du concombre a été enregistrée en 2011 par Jean-Claude Dreyfus.

## 1956 Chansons, traductions, autres écrits
Année peu productive car Boris Vian a été atteint d'un œdème au poumon. Parti en convalescence à Saint-Tropez où il était devenu les années précédentes Le Prince de La Ponche et où les parisiens maintenant « se plaignent de l'invasion des parisiens, » Boris ne reconnaît plus le village  qu'il aimait, il s'ennuie. Il a le plaisir de voir sa traduction de L'Homme au bras d'or, roman de Nelson Algren paru en feuilleton en 1954-1955 dans Les Temps modernes, passer dans la collection Du monde entier chez Gallimard (le contrat datait de 1950 chez cet éditeur.)
Il écrit l'argument d'un ballet  de 17 minutes L'Aboyeur, qui aurait été représenté en 1955 sur une mise en scène de Jean Negroni selon ce site  et qui a été rédigé le 7 juillet 1956 selon Noël Arnaud. Vian commence aussi une revue de science-fiction En avant Mars destinée au théâtre des Trois Baudets dont la première version inclut La Java martienne sur une musique d'Alain Guoraguer, qui date selon les sources de 1952 ou 1955 ou 1957 selon Youtube . C'est probablement cette même année qu'il écrit  Chambre de célibataire, vaudeville en un acte jamais édité, sur lequel on a peu d'informations, et dont Julie Caïn précise qu'il aurait pu figurer dans le tome 10 des Œuvres publié chez Fayard. Il est brièvement mentionné par Noël Arnaud avec cette même date sans autres précisions
Une nouvelle reprise dans Cantilènes en gelée: Cantate des boîtes, le texte de la chanson  Le Déserteur publié dans le numéro 5 du Cahier des saisons, reprise ensuite dans Textes et chansons, puis un article : La Vérité sur le cinéma, repris dans Cinéma-science fiction, et L'Almanach du Canard enchaîné, ainsi que de nombreux écrits sur le jazz constituent l'essentiel de la production d'un écrivain  « au fond du trou » car la réédition de L'Automne à Pékin est encore un échec. Jérôme Lindon et Alain Robbe-Grillet considèrent que cet échec est dû à l'ensemble de la critique qui refuse de se déjuger dix ans plus tard, alors qu'elle avait enterré l'ouvrage dix ans plus tôt.
Pan, pan, pan, poireaux pomm' de terre, est un texte remanié en chanson publicitaire ; présentée en public fin 1956 par Maurice Chevalier elle est largement diffusée et connaît un fort succès l'année suivante

## 1957 Science-fiction, traduction, opéra et ballet
Encore une petite année pour l'écrivain, encore sous le choc de la maladie et qu'une ultime humiliation attend : Jean Paulhan croyant peut-être lui faire plaisir (?), lui écrit le 12 octobre 1957 une lettre enthousiaste dans laquelle il lui fait part d'une chronique élogieuse sur son œuvre, mais qui lui demande aussi (sans lui montrer la chronique) : « ...Je voudrais bien lire L'Herbe rouge. Où la trouver?. »
Heureusement le début de l'année a été placé sous le signe de la rigolade. Boris admire A. E. van Vogt, écrivain canadien, et il a proposé aux éditions Gallimard de traduire, dans la collection  Le Rayon fantastique les romans du Cycle du Ā, appuyé par  Raymond Queneau, qui est aussi un admirateur de van Vogt. Les titres paraissent enfin en 1957 alors que les contrats avaient été signés en 1951  chez Gallimard : Le Monde des Ā, Les Joueurs du Ā, La Fin du Ā. L'ensemble des traductions de Vian sont reprises en 1966 au Club du livre d'anticipation sous le titre : Les Joueurs du Ā, et en 1991 aux Éditions Omnibus.
Rue des ravissantes, comédie musicale-ballet écrite en collaboration avec Pierre Kast ne sera jamais jouée du vivant de l'artiste. Elle donne son titre à un recueil de scénarios : Rue des ravissantes (recueil) dont cinq courts métrages tirés du livre de Vian ont été adaptés par Anne-Laure Daffis et Léo Marchand. Ils sont programmés pour l'automne en 2014 sur France 3 et France 2.
Un autre opéra intitulé Une regrettable histoire sur une musique de Georges Delerue, connaît une publication posthume dans le Dossier 12 du collège de 'pataphysique en 1960. Après une création le 18 septembre 1961 sur France I-Paris inter, le texte vient grossir le recueil  Opéras regroupant les livret en Livre de poche sous le titre Le Chevalier de neige et autres opéras.
Cette même année, Vian traduit aussi pour les livres-disques Philipps des contes de Grimm et d'Andersen

## 1958 Spectacles musiques et chansons
Cette année-là, Boris continue d'abandonner tout projet de littérature et passe le plus clair de son temps avec l'ami Salvaduche, qui, malgré sa paresse, donne de l'énergie à Boris. Les chansons naissent dans l'heure ou même moins : Faut rigoler a été écrite en une demi-heure . Boris ne cesse de répéter qu'il veut partir de chez Fontana et en effet, il quitte la maison de disques car il a d'autres projets : des chansons qu'il écrit en grand nombre et des scénarios.
De quoi je me mêle scénario, sera repris  dans Rue des ravissantes; Mise à mort et Faites sauter la banque publiés dans Cinéma/Science Fiction.
Les spectacles musicaux vont de l'opéra à la comédie musicale : Fiesta, opéra créé à Berlin en 1958, puis : Lily Strada, opéra en deux actes jamais créé de son vivant, et Faites-moi chanter, comédie musicale reprise  en scénario dans Rue des ravissantes.
Et toujours : des articles. Dans Le Canard enchaîné, il défend Georges Brassens, dans la Gazette de Lausanne il publie des textes sur la belle époque de Saint-Germain-des-prés qui seront repris ensuite dans le Manuel de Saint-Germain-des-Prés.
Dans  Le Canard enchaîné encore, il publie une chronique sur le disque de Serge Gainsbourg, Du chant à la une !  préfacé par Marcel Aymé, auteur qu'il  admirait et qu'il a toujours voulu rencontrer. Mais Marcel Aymé ne voulait voir personne. « Boris a cherché à connaître Marcel Aymé, qu’il aimait beaucoup, mais ça n’a pas marché. Marcel Aymé ne voulait voir personne. Boris avait un petit espoir parce que Delaunay, du Hot Club de France, connaissait le tailleur de Marcel Aymé (...). [Boris] allait chez ce tailleur, du côté de Montmartre. Et il y allait d’autant plus que c’était celui de Marcel Aymé. Je crois qu’il lui a écrit, l’autre ne lui a jamais répondu. »
Il est aussi l'auteur d'un essai décryptant sur un ton mi-pédagogique, mi-pamphlétaire le fonctionnement du monde de la chanson, En avant la zizique… et par ici les gros sous.

## 1959 Boris Vian, dernière
En janvier, tenu au repos à Goury, dans le Cotentin, Boris a adressé sa lettre de démission à Louis Hazan, directeur commercial de Fontana, mais il continue à faire quelques enregistrements avec Henri Salvador qui vient le rejoindre à Goury. Et il achève la dernière version de la traduction du Client du matin de Brendan Behan, qui Traduit en collaboration avec  Jacqueline Sundstrom, publiée chez Gallimard dans la collection Le Manteau d'Arlequin, Le Client du matin est jouée au Théâtre de l'Œuvre  le 15 avril 1959, avec une mise en scène de Georges Wilson et une musique de Georges Delerue. Dans une lettre à Jacques Bens du 15 juin 1959, Vian  dit brièvement ce qu'il en pense : 

« Moi je n'ai pas d'opinion sur Le Client de matin. Je trouve juste que c'est chiant. »

Les Bâtisseurs d'empire, pièce écrite en 1957, publiée le 23 février 1959 dans les Cahiers du Collège de 'Pataphysique, puis repris en volume le 19 pédale 86 (13 mars 1959). Le texte sera repris dans la Collection du Répertoire du TNP, à l'occasion de la création de la pièce le 22 décembre 1959 au Théâtre Récamier par Jean Vilar, musique de Georges Delerue. Texte réédité en 1965 chez Jean-Jacques Pauvert sous le titre Théâtre de Boris Vian.
Avant cette pièce, Boris Vian avait eu l'idée de faire un roman : Les Assiégés. Le Schmürz était une jeune fille qui céda la place dans le projet de pièce de théâtre entamée par Vian le 18 mars 1950, à un arabe. « 4 mecs sur cène et les deux, sitôt qu'ils parlent de quelque chose de sérieux se font cogner sur la gueule. Et un arabe s'y fait cogner tout le temps. »

Ainsi, les « critiques à courte vue » prirent le Schmürz pour un Arabe parce que la guerre d'Algérie battait son plein : 

« ... et qu'on cassait du bougnoul à tour de bras (...) alors que si le projet de 1950 s'était réalisé en 1950, ils eussent très certainement naturalisé l'Arabe  Annamite car à l'époque, c'était du Viet qu'on cassait. »

En 1953 une amnistie avait effacé sa condamnation pour le roman J'irai cracher sur vos tombes. Boris avait demandé et reçu un extrait de son casier judiciaire vierge de toute condamnation, le 13 décembre 1953.
Mais en 1959, il était sous la pression d'une mise en demeure de la société SIPRO qui avait acheté les droits d'adaptation à l'écran du roman, dont l'auteur était chargé d'écrire un scénario qu'il tarde à donner à ses « nouveaux maîtres » au cinéma. Rentré à Paris dans sa Morgan, Vian se fait un plaisir de leur remettre les pages qu'on lui réclame, ce qui aboutit à un script de cent dix-sept pages d'ironie et de bouffonnerie que la Sipro n'apprécie guère. La société lui répond sur papier bleu : « Nous ne comprenons pas très bien ce que vous avez voulu faire (...) Nous sommes obligés de nous mettre en rapport avec un autre adaptateur pour ce travail. Nous faisons toute réserve quant au préjudice que vous nous causez (...). »
Considéré par les producteurs comme un scénario-bidon, le texte est remanié de façon à s'éloigner le plus possible du roman d'origine dont on a « élagué les incongruités faciles. »
Le scénario original de Boris Vian sera publié dans Le Dossier de l'affaire « J'irai cracher sur vos tombes », textes réunis et présentés par Noël Arnaud, Christian Bourgois éditeur, 1974.
Cette année-là, Boris Vian écrit encore des sketches :  Les Voitures et Salvador vend des disques qui seront repris dans Petits spectacles, ainsi qu'un un article sur Ricet Barrier, un sur Serge Gainsbourg et de nombreux articles pour Constellation, dont certains paraîtront encore après sa mort jusqu'en août 1959 et juillet 1961. Certains sont signés Boris Vian, d'autres Adolphe Schmürz.
Le 11 gidouille 86 (25 juin 1959), deux jours après sa mort, le collège de pataphysique publie sa Lettre à Sa magnificence le Vice-Curateur Baron sur les Truqueurs de la Guerre, reprise dans Cantilènes en gelée et Je voudrais pas crever (recueil).